# Pageraji (Maja, Majalengka)
Pageraji is een bestuurslaag in het regentschap Majalengka van de provincie West-Java, Indonesië. Pageraji telt 1149 inwoners (volkstelling 2010).